# Cúp quốc gia Wales 2012–13
Cúp quốc gia Wales FAW 2012–13 là mùa giải thứ 126 của giải đấu bóng đá loại trực tiếp hàng năm dành cho các đội bóng ở Wales. Giải đấu 2012–13 khởi tranh từ ngày 18 tháng 8 năm 2012, kết thúc vào tháng 5 năm 2013. Đội vô địch được quyền tham gia vòng loại thứ nhất của UEFA Europa League 2013–14.

## Vòng loại thứ nhất
Vòng loại thứ nhất diễn ra vào ngày thứ Bảy 18 hoặc Chủ Nhật 19 tháng 8 năm 2012.
| Đội 1                   | Tỉ số  | Đội 2                |
| ----------------------- | ------ | -------------------- |
| Amlwch Town             | 0 − 3  | Corwen               |
| Connah's Quay Town      | 4 − 0  | Flint Mountain       |
| Greenfield              | thắng  | West Shore           |
| Gresford Athletic       | 2 − 1  | New Brighton Villa   |
| Halkyn United           | thắng  | Caernarfon Wanderers |
| Johnstown Youth         | 0 − 6  | Llanuwchllyn         |
| Knighton Town           | 4 − 1  | Gaerwen              |
| Lex XI                  | 3 − 1  | Machynlleth          |
| Llandyrnog United       | 3 − 4  | Bodedern Athletic    |
| Llanfairpwll            | 3 − 1  | Dyffryn Nantle Vale  |
| Llanfyllin              | 2 − 6  | Bethel               |
| Llanllyfni              | 4 − 3  | Castell Alun Colts   |
| Llanystumdwy            | 0 − 2  | Caerwys              |
| Montgomery Town         | 7 − 1  | Blaenau Amateurs     |
| Nomads of Connah's Quay | 3 − 1  | Kinmel Bay Sports    |
| Pen y Ffordd            | 1 − 0  | Penmaenmawr Phoenix  |
| Penrhyndeudraeth        | thắng  | Acton Village        |
| Presteigne St Andrews   | 4 − 1  | Kerry                |
| Trearddur Bay United    | 10 − 0 | Penley               |

| Đội 1                           | Tỉ số | Đội 2                     |
| ------------------------------- | ----- | ------------------------- |
| Cardiff Hibernian               | 0 − 1 | Aber Valley               |
| Cardiff Metropolitan University | 1 − 2 | Splott Albion             |
| Carnetown                       | 2 − 5 | Aberfan                   |
| Ely Valley                      | 3 − 5 | Kenfig Hill               |
| Fleur de Lys Welfare            | 1 − 2 | Bridgend Street           |
| Garw                            | 0 − 2 | Llantwit Major            |
| Llanharry                       | 0 − 5 | Treforest                 |
| Llanwern                        | 3 − 1 | Tonyrefail                |
| Llwydcoed                       | 8 − 2 | Cwmbrân Town              |
| Merthyr Saints                  | 0 − 2 | Cwmamman United           |
| Nelson Cavaliers                | 1 − 3 | Pontyclun                 |
| Newcastle Emlyn                 | 1 − 3 | Chepstow Town             |
| Newport Civil Service           | 3 − 4 | Cardiff Grange Harlequins |
| Penrhiwceiber CA                | 1 − 9 | Abertillery Bluebirds     |
| Perthcelyn United               | 4 − 0 | Tredegar Athletic         |
| Pontypridd Town                 | 5 − 0 | Rhacca                    |
| Porthcawl Town Athletic         | 1 − 2 | Brecon Corinthians        |
| Rhydyfelin                      | 1 − 4 | Llantwit Fardre           |
| STM Sports                      | 0 − 4 | Ton & Gelli               |
| Tredegar Town                   | 5 − 1 | Llandrindod Wells         |
| Trefelin                        | 2 − 3 | Risca United              |
| Treharris Athletic Western      | 3 − 2 | Baglan Dragons            |
| Treowen Stars                   | 5 − 1 | Trethomas Bluebirds       |

## Vòng loại thứ hai
Vòng loại thứ hai diễn ra vào ngày thứ Bảy 8 hoặc Chủ Nhật 9 tháng 9 năm 2012.
| Đội 1                   | Tỉ số | Đội 2                     |
| ----------------------- | ----- | ------------------------- |
| Berriew                 | 3 − 4 | Caernarfon Town           |
| Bethel                  | 1 − 2 | Llanrug United            |
| Bethesda Athletic       | 0 − 3 | Corwen                    |
| Bodedern Athletic       | 4 − 2 | Lex XI                    |
| Brickfield Rangers      | 3 − 1 | Dolgellau                 |
| Brymbo                  | 6 − 0 | Caerwys                   |
| Cefn                    | thắng | Greenfield                |
| Coedpoeth United        | 3 − 2 | Trearddur Bay United      |
| Connah's Quay Town      | 0 − 7 | Gwalchmai                 |
| Gresford Athletic       | 0 − 7 | Denbigh Town              |
| Holywell Town           | 3 − 0 | Llanfairpwll              |
| Knighton Town           | 2 − 4 | Four Crosses              |
| Llanberis               | 1 − 0 | Pen y Ffordd              |
| Llandudno Junction      | 3 − 0 | Llangollen Town           |
| Llangefni Town          | 0 − 4 | Waterloo Rovers           |
| Llanllyfni              | 2 − 1 | Barmouth & Dyffryn United |
| Llanrwst United         | 1 − 3 | Pwllheli                  |
| Llansantffraid          | 1 − 0 | Bow Street                |
| Llanuwchllyn            | 2 − 0 | Nefyn United              |
| Montgomery Town         | 6 − 2 | Chirk AAA                 |
| Nomads of Connah's Quay | 1 − 4 | Llanidloes Town           |
| Penrhyndeudraeth        | 2 − 3 | Halkyn United             |
| Presteigne St Andrews   | 3 − 2 | Glantraeth                |
| Rhos Aelwyd             | 0 − 4 | Glan Conwy                |
| Tywyn & Bryncrug        | 0 − 3 | Mold Alexandra            |
| Venture Community       | 2 − 0 | Overton Recreation        |
| Welshpool Town          | 1 − 2 | Carno                     |

| Đội 1                     | Tỉ số | Đội 2                      |
| ------------------------- | ----- | -------------------------- |
| Aberbargoed Buds          | 3 − 0 | Perthcelyn United          |
| Ammanford                 | 5 − 1 | Kenfig Hill                |
| Bettws                    | 2 − 2 | Pontyclun                  |
| Brecon Corinthians        | 4 − 1 | Aberaeron                  |
| Bridgend Street           | 1 − 0 | Aberfan                    |
| Briton Ferry Llansawel    | 1 − 3 | Pontypridd Town            |
| Builth Wells              | 0 − 4 | Llwydcoed                  |
| Caldicot Town             | 1 − 2 | Treforest                  |
| Cardiff Corinthians       | 0 − 5 | Caerau                     |
| Cardiff Grange Harlequins | 3 − 0 | Treharris Athletic Western |
| Chepstow Town             | 2 − 1 | Ton & Gelli                |
| Croesyceiliog             | 4 − 0 | Treowen Stars              |
| Cwmaman Institute         | 4 − 6 | Newbridge-on-Wye           |
| Garden Village            | 1 − 4 | Ely Rangers                |
| Goytre                    | 3 − 0 | Abertillery Bluebirds      |
| Llantwit Fardre           | 1 − 0 | Aber Valley                |
| Llantwit Major            | 1 − 2 | Caerau (Ely)               |
| Penrhiwceiber Rangers     | 1 − 3 | Dinas Powys                |
| Risca United              | 2 − 1 | Newport YMCA               |
| Splott Albion             | 2 − 6 | Cwmamman United            |
| Tredegar Town             | 1 − 2 | Llanwern                   |

## Vòng Một
Vòng Một diễn ra vào ngày thứ Bảy 6 hoặc Chủ Nhật 7 tháng 10 năm 2012.
| Đội 1              | Tỉ số             | Đội 2             |
| ------------------ | ----------------- | ----------------- |
| Brickfield Rangers | 2 − 5             | Pwllheli          |
| Brymbo             | 1 − 1 (3–0 ph.đ.) | Penycae           |
| Caernarfon Town    | 0 − 0 (3–4 ph.đ.) | Conwy Borough     |
| Cefn Druids        | 7 − 1             | Llanberis         |
| Coedpoeth United   | 1 − 2             | Caersws           |
| Corwen             | 2 − 1 (s.h.p.)    | Ruthin Town       |
| Flint Town United  | 3 − 2             | Guilsfield        |
| Four Crosses       | 1 − 2             | Llanrug United    |
| Gwalchmai          | 4 − 1             | Carno             |
| Halkyn United      | 1 − 6             | Llanidloes Town   |
| Holyhead Hotspur   | 6 − 2             | Llansantffraid    |
| Holywell Town      | 3 − 1             | Denbigh Town      |
| Llandudno Junction | 4 − 2             | Mold Alexandra    |
| Llanllyfni         | 0 − 4             | Greenfield        |
| Llanrhaeadr        | 2 − 1             | Glan Conwy        |
| Llanuwchllyn       | 3 − 6 (s.h.p.)    | Buckley Town      |
| Porthmadog         | 2 − 3             | Llandudno         |
| Rhyl               | 7 − 0             | Bodedern Athletic |
| Venture Community  | 2 − 5 (s.h.p.)    | Montgomery Town   |
| Waterloo Rovers    | 5 − 1             | Rhydymwyn         |

| Đội 1                     | Tỉ số             | Đội 2                   |
| ------------------------- | ----------------- | ----------------------- |
| Aberbargoed Buds          | 2 − 1             | Treforest               |
| Ammanford                 | 1 − 2             | Chepstow Town           |
| Brecon Corinthians        | 2 − 5             | Haverfordwest County    |
| Bridgend Town             | 0 − 1             | Pontardawe Town         |
| Caerau                    | 8 − 0             | Llantwit Fardre         |
| Caerleon                  | 2 − 5             | Barry Town              |
| Cardiff Grange Harlequins | 4 − 3             | Llanwern                |
| Croesyceiliog             | 3 − 7             | Caerau (Ely)            |
| Cwmamman United           | 1 − 5             | Newbridge-on-Wye        |
| Cwmbran Celtic            | 0 − 1             | Cambrian & Clydach Vale |
| Dinas Powys               | 1 − 3             | Ton Pentre              |
| Ely Rangers               | 3 − 1             | Bryntirion Athletic     |
| Goytre                    | 3 − 0             | Llwydcoed               |
| Goytre United             | 6 − 0             | Pontyclun               |
| Monmouth Town             | 0 − 0 (6–5 ph.đ.) | Porth                   |
| Pontypridd Town           | 0 − 0 (0–3 ph.đ.) | Aberdare Town           |
| Presteigne St Andrews     | 0 − 2             | Penrhyncoch             |
| Rhayader Town             | 2 − 0             | Risca United            |
| Tata Steel                | 7 − 4             | Bridgend Street         |
| West End                  | 4 − 0             | Taff's Well             |

## Vòng Hai
Vòng Hai diễn ra vào ngày thứ Bảy 10 hoặc Chủ Nhật 11 tháng 11 năm 2012.
| Đội 1             | Tỉ số             | Đội 2              |
| ----------------- | ----------------- | ------------------ |
| Brymbo            | 1 − 3             | Cefn Druids        |
| Conwy Borough     | 1 − 1 (4–3 ph.đ.) | Buckley Town       |
| Corwen            | 1 − 2 (s.h.p.)    | Gwalchmai          |
| Flint Town United | 3 − 0             | Greenfield         |
| Holyhead Hotspur  | 5 − 2             | Pwllheli           |
| Holywell Town     | 5 − 3 (s.h.p.)    | Llandudno          |
| Llanidloes Town   | 3 − 2             | Caersws            |
| Llanrhaeadr       | 2 − 3             | Llanrug United     |
| Montgomery Town   | 1 − 3             | Llandudno Junction |
| Waterloo Rovers   | 0 − 5             | Rhyl               |

| Đội 1                   | Tỉ số | Đội 2                     |
| ----------------------- | ----- | ------------------------- |
| Aberdare Town           | 2 − 1 | Tata Steel                |
| Caerau                  | 1 − 3 | Goytre                    |
| Cambrian & Clydach Vale | 0 − 1 | Haverfordwest County      |
| Chepstow Town           | 4 − 1 | Cardiff Grange Harlequins |
| Ely Rangers             | 6 − 1 | Aberbargoed Buds          |
| Goytre United           | 2 − 4 | Caerau (Ely)              |
| Newbridge-on-Wye        | 1 − 5 | Monmouth Town             |
| Penrhyncoch             | 1 − 2 | Barry Town                |
| Pontardawe Town         | 2 − 0 | Ton Pentre                |
| West End                | 2 − 0 | Rhayader Town             |

## Vòng Ba
Vòng Ba diễn ra vào ngày thứ Bảy 8 hoặc Chủ Nhật 9 tháng 12 năm 2012.
| Đội 1              | Tỉ số        | Đội 2                |
| ------------------ | ------------ | -------------------- |
| Aberystwyth Town   | 2−5          | Rhyl                 |
| Afan Lido          | 3−4          | Prestatyn Town       |
| Airbus UK          | 3−0          | Port Talbot Town     |
| Bangor City        | 4−1          | Aberdare Town        |
| Barry Town         | 3−1 (s.h.p.) | Ely Rangers          |
| Flint Town United  | 1−0          | Llanidloes Town      |
| Gap Connah's Quay  | 4−2          | Llanelli             |
| Gwalchmai          | 0−2          | Chepstow Town        |
| Holyhead Hotspur   | 1−2          | Carmarthen Town      |
| Holywell Town      | 0−2          | Caerau (Ely)         |
| Llandudno Junction | 2−3          | Haverfordwest County |
| Llanrug United     | 0−5          | West End             |
| Monmouth Town      | 2−3          | Bala Town            |
| Newtown            | 2−0          | Cefn Druids          |
| Goytre             | 0−2          | Pontardawe Town      |
| The New Saints     | 3−1 (s.h.p.) | Conwy Borough        |

## Vòng Bốn
Vòng Bốn diễn ra vào ngày thứ Bảy 26 hoặc Chủ Nhật 27 tháng 1 năm 2013.

| Đội 1             | Tỉ số           | Đội 2                |
| ----------------- | --------------- | -------------------- |
| Barry Town        | 2−1             | Pontardawe Town      |
| Carmarthen Town   | 3−2 (s.h.p.)    | Bala Town            |
| Chepstow Town     | 3−4             | Haverfordwest County |
| Flint Town United | 3−1             | Caerau (Ely)         |
| Gap Connah's Quay | 0−2             | Bangor City          |
| Newtown           | 1−1 (4–5 ph.đ.) | Airbus UK            |
| Prestatyn Town    | 2−0             | West End             |
| The New Saints    | 5−1             | Rhyl                 |

## Tứ kết
Các trận Tứ kết diễn ra vào ngày 1 và 2 tháng 3 năm 2013.
| Đội 1                | Tỉ số        | Đội 2          |
| -------------------- | ------------ | -------------- |
| Bangor City          | 1–0          | Airbus UK      |
| Carmarthen Town      | 2–3 (s.h.p.) | Prestatyn Town |
| Flint Town United    | 0–2          | Barry Town     |
| Haverfordwest County | 0–1          | The New Saints |

## Bán kết
Các trận Bán kết diễn ra vào ngày 6 tháng 4 năm 2013.
| Đội 1       | Tỉ số | Đội 2          |
| ----------- | ----- | -------------- |
| Bangor City | 1–0   | The New Saints |
| Barry Town  | 1–2   | Prestatyn Town |

## Chung kết
| Bangor City | 1–3 (s.h.p.) | Prestatyn Town                  |
| ----------- | ------------ | ------------------------------- |
| Simm 60'    | Report       | Price 2', 111' · Parkinson 103' |